# Quả bóng vàng châu Âu 2003
Quả bóng vàng châu Âu 2003 trao cho cầu thủ bóng đá xuất sắc nhất châu Âu theo đánh giá của một nhóm nhà báo thể thao từ các quốc gia thành viên UEFA, đã được trao cho tiền vệ người Séc Pavel Nedvěd vào ngày 22 tháng 12 năm 2003.